# Вальдбург (Вюртемберг)
Вальдбург (нем. Waldburg) — община в Германии, в земле Баден-Вюртемберг.
Подчиняется административному округу Тюбинген. Входит в состав района Равенсбург. Подчиняется управлению Гуллен. Население составляет 3051 человек (на 31 декабря 2010 года). Занимает площадь 22,70 км².
Главной достопримечательностью является одноимённый замок XI века.

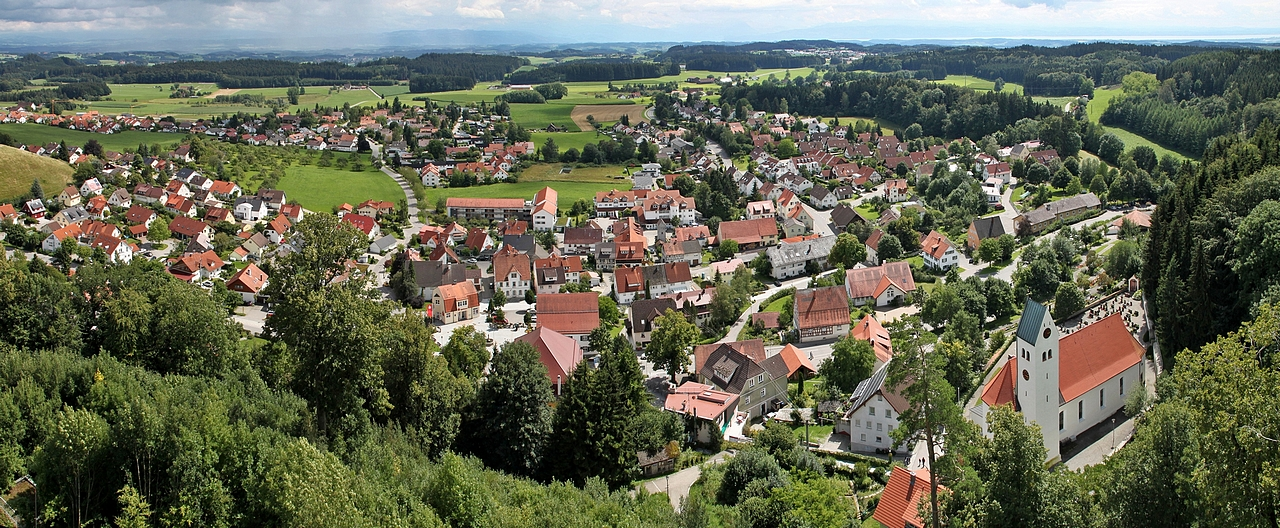
Община Вальдбург, вид с замка